# Moritz Selig

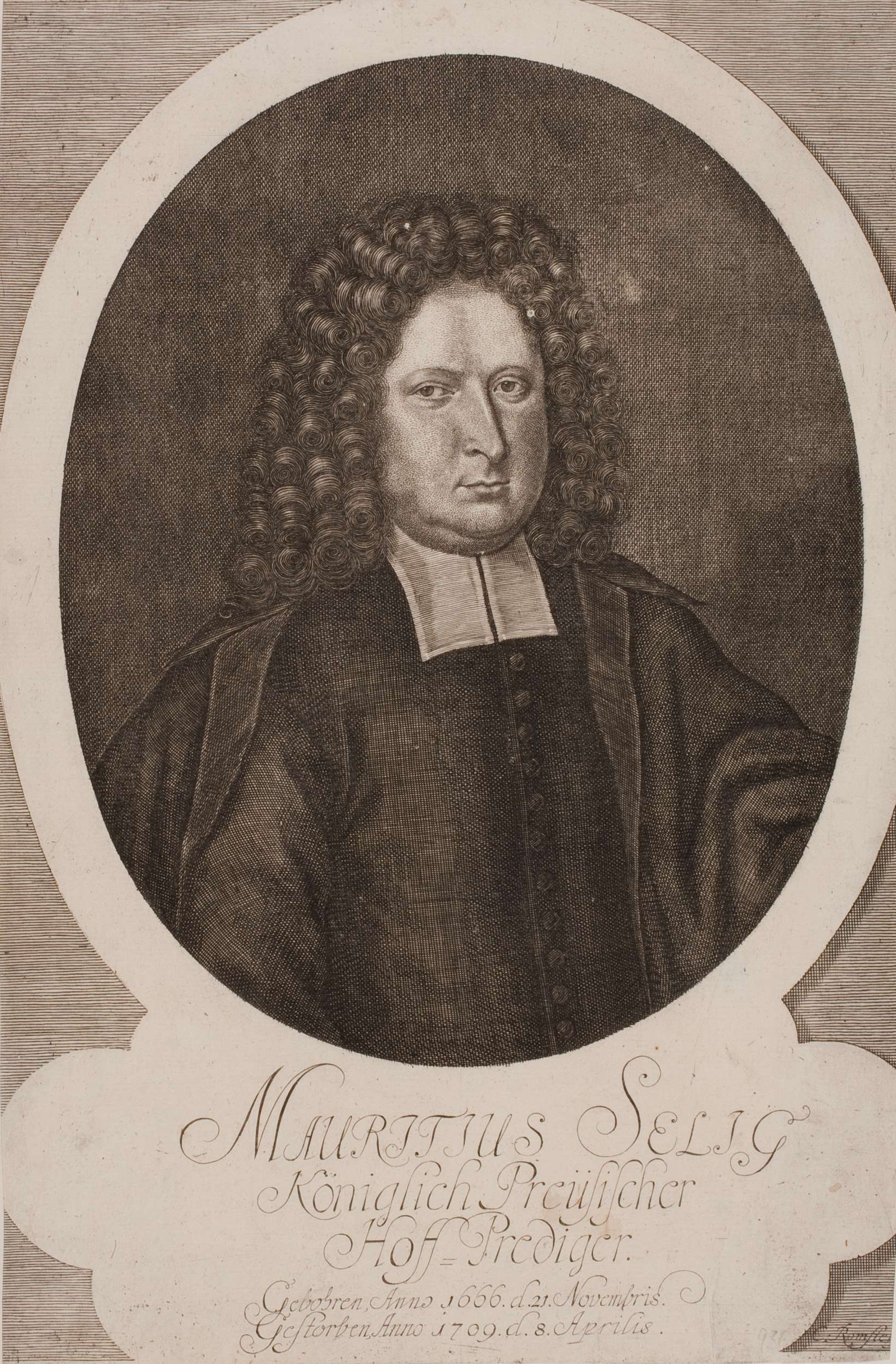
Christian Romstet: Moritz Selig

Moritz Selig (* 12. November 1666 in Kassel; † 7. April 1709 in Berlin) war ein deutscher evangelisch-reformierter Hofprediger.

## Leben
Selig war ein Sohn des Georg Andreas Selig, dessen Vorfahren schon lange in Hessen ansässig waren. Moritz Seligs Mutter Catharina war eine in der Schweiz geborene Musculus mit laut Ludwig Heinrich Mieg „berühmten Vorfahren“. Höchstwahrscheinlich zählten zu ihrer Familie bzw. ihren Vorfahren Andreas und Paulus Musculus.
Bevor Selig das Kasseler Gymnasium besuchte, bekam er Hausunterricht. Im Frühjahr 1683 legte er die Prüfung zur Hochschulreife ab, blieb aber aus unklaren Gründen dennoch bis 1684 an der Schule. Schließlich immatrikulierte er sich an der Heidelberger Universität.
Seine Lehrer dort waren in Philosophie Lorenz Kroll und Johannes Leuneschloss, in Theologie Ludwig Fabricius und Johannes Friedrich Mieg. Im September 1686 verließ Selig Heidelberg, um sein Theologiestudium in Utrecht bei Hermann Witsius, Melchior Leydecker und insbesondere Peter von Mastricht fortzusetzen.
Er studierte dann ein halbes Jahr (Wintersemester 1688/89) in Kopenhagen, auf seiner Reise im Juli dorthin sind Aufenthalte in Hamburg und Bremen belegt. Sein nächstes Ziel war Königsberg. Auf dem Weg dorthin wurde ihm in Danzig ein Studium in England samt Kostenübernahme angeboten, wenn er im Anschluss daran in Danzig Pfarrer werden würde.
Statt in Königsberg studierte er deshalb von Juni 1690 bis Ende des darauffolgenden Jahres in Oxford, verweilte danach noch über Monate in Cambridge und hörte Theologievorlesungen Friedrich Spanheims in Leiden. Auf der Rückreise nach Danzig besuchte er sein Elternhaus in Kassel, wo er feststellte, dass nur noch seine Mutter am Leben war. Weil Danzig noch keinen wirklichen Bedarf hatte, wurde Selig für ein weiteres Jahr freigestellt, das er ab August 1692 zum Studium in Frankfurt a. d. O. bei Johann Christoph Bekmann und Philipp Buch nutzte.
Im April 1693 wurde Selig nach Danzig zurückgerufen, wo er erst einmal als Aushilfsprediger an St. Elisabeth tätig war. In jenem Jahr erhielt er jedoch ein Angebot des brandenburgischen Kurfürsten, Hofprediger in Küstrin zu werden. Der Kurfürst hatte der Stadt Danzig in den vorigen Jahren mehrmals mit Predigern ausgeholfen, wodurch sie seinem Gesuch wenig entgegenstellen konnten. Sie unterbreiteten Selig im Jahr 1695 dennoch ein Angebot auf die Predigerstelle an St. Petri, Danzigs bedeutendster evangelischer Kirche, was sich aber nicht verwirklichte.
Seit Oktober 1693 also wirkte Selig als Hofprediger in Küstrin, wo er auch Katharina, Tochter des Johann Risselmann, heiratete. Am 6. Mai 1699 wurde er als Nachfolger Christian Cochius’ zum Hofprediger in der brandenburgischen Residenz berufen. Als solcher untersuchte er im Jahr 1703 das Wiedereinsetzungsgesuch des französisch-reformierten Predigers Gabriel d’Artis. Im Jahr 1706 nahm er in repräsentativer Funktion an den Feierlichkeiten des Frankfurter Universitätsjubiläums teil.
Er erkrankte noch im selben Jahr und unternahm ohne wesentlich Verbesserung seines Zustandes eine Kur in Karlsbad. Er verstarb im Verlauf dieser Krankheit im April 1709. Der Arzt Johann Daniel Gohl dokumentierte die Ereignisse um Seligs Tod ausführlich.

## Persönlichkeit
Durch sein langes Studium soll Selig zu einem gelehrten, weltoffenen Menschen gereift sein, der sich zudem einer allgemeinen Beliebtheit erfreute. Auch wird berichtet, die Kurfürstin Sophie Charlotte sei ihm offen zugetan gewesen. Er war mit Daniel Ernst Jablonski befreundet. Mit ihm hatte er in Oxford studiert und mit ihm teilte er das Bestreben zur Herstellung einer Union von Lutheranern und reformierten Kirchen.